# 長岡道夫
長岡 道夫 (ながおか みちお、1949年11月7日 - )は日本のギタリスト、ベーシスト。作・編曲家。神奈川県川崎市出身。スタジオ・ミュージシャンとして伊藤銀次、大瀧詠一、松山千春、岡村孝子、岩崎良美、河合奈保子、松田聖子他多くの歌手のレコーディングに参加している。

## 人物・来歴
小学6年生から中学までの3年間クラシック・ギターを弾く。ギターの弾き方は基本的にすべて独学で覚えていった。ちなみに小学校の卒業文集には、将来音楽で生計を立てることを想像していたように「僕は坂本九ちゃんの二代目になる」と書いている。高校生でバンドを結成した頃、久々に会った中学時代の同窓生のギターが上手くなっていたことに驚き、元同級生が「いい先生だよ」と言う教室を訪ね色々と教わるが、習っている時間が無駄に感じ「意味ないな。自分で練習すりゃいい」と思ったという。
後にベースに転向し、プロになってすぐウッド・ベースを買う。レッド・ガーランドのアルバムを聴いてポール・チェンバースの演奏に憧れるが、ジャズに対して恐怖心があった長岡は、習うことによって恐怖心やコンプレックスを払拭できるかもと考え、熟練者から「弓はこうやって持つんだよ」など指導を受けるが全くピンと来ず、家で譜面を見て練習すればいいと思い、通うのを止めてしまう。その時、自分は楽器については人から聞いて習得するタイプではないなと悟ったという。
その後ナイトクラブでの演奏を始め、1968年、19歳の時に東京キューバン・ボーイズのパーカッション奏者である小野寺猛士率いるバンド ″ロス・オノデラス″に参加した後、1971年に森山良子のサポートメンバーとして全国ツアーに加わる。
村岡健グループに直居隆雄等と共に参加していたこともある。1978年に芳野藤丸、大谷和夫、山木秀夫らと ″One Line Band″ を結成し、バンドと同名のシングルと、アルバム『Yellow Magic』を発表する。同バンドは翌年、レコード会社の移籍に伴いバンド名を ″SHŌGUN″ に変更し、日本テレビ系TVドラマ「俺たちは天使だ!」のサウンドトラックとしてアルバム『SHŌGUN』と、主題歌となったシングル「男達のメロディー」がリリースされる。SHŌGUNは翌年ケーシー・ランキンを正式メンバーに迎え、スタジオ・ミュージシャンであり自らも作品を発表するプロ集団として活動。合計3枚のアルバムと5枚のシングルをリリースするが、1980年代前半に解散(自然消滅に近い)する。SHŌGUN解散後の1983年には斉藤ノヴ、松原正樹、島村英二、新川博等とスタジオ・ミュージシャン・グループ ″AKA-GUY″ を結成。ライブ活動を積極的に行い、1986年にはアルバム『AKA-GUY』がリリースされる。
長岡は、ザ・ドリフターズが出演したTBS系バラエティ番組「8時だョ!全員集合」の1979年に始まったコント・コーナーで加藤茶と志村けんが踊る ″ヒゲダンス″ の際に流される曲【「ヒゲ」のテーマ 】でもベースを弾いている。ソウルミュージックを好んだ志村の意向を反映し、テディ・ペンダーグラスの「Do Me」（1979年）のベース音を抜き出してアレンジされている。この曲は好評を得て、翌1980年にレコード化された。
SHŌGUNは1997年にメンバーチェンジを経て再結成され、シングル2枚とアルバム1枚を発表。その後メンバーのケーシー・ランキンが脱退するが、2000年にも新曲をリリースしている。現在は芳野藤丸と二人でSHŌGUNのオリジナル・メンバーとして活動を継続しており、ライブはサポート・ミュージシャンを迎えて行っている。

## 主なレコーディング参加作品
あ行
- AKA GUY – 『AKA GUY』1986年
- 秋本奈緒美 – 『THE 20TH ANNIVERSARY』1982年
- 麻倉未稀 – 『ROMANCE』1984年
- 杏里 – 『Heaven Beach』1982年
- アン・ルイス – 『Cheek』1980年
- 石川優子 – 『フライ アウェイ』『ラブ・フィーリング』1980年、『スパイシィ』1981年
- 石黒ケイ – 『ものがたり』1978年
- 伊藤銀次 – 『WINTER WONDERLAND』1983年、『PERSON TO PERSON』1985年、『GET HAPPY』1986年、『NATURE BOY』1987年
- イルカ – 『ESSAY』1986年
- 岩崎宏美 – 『私・的・空・間』1983年
- 岩崎良美 – 『Ring-a-Ding』『SAISONS』1980年
- 岡村孝子 – 『夢の樹』1985年、『私の中の微風』1986年、『Andantino a tempo』1987年
- 大瀧詠一 – 『A LONG VACATION』1981年、『EACH TIME』1984年
- 小田裕一郎 – 『ODA.2』1985年

か行
- 鹿取洋子 – 『LIBRA』1980年
- 河合奈保子 – 『LOVE』1980年、『トワイライト・ドリーム』1981年
- 川島なお美 – 『銀幕のヒロイン』1984年
- 久保田早紀 – 『夢がたり』1979年、『天界』『サウダーデ』1980年
- クロード・チアリ – 『LOVE SOUNDS・Claude Ciari First Live』1976年
- 桑江知子 – 「私のハートはストップモーション」1979年
- 郷ひろみ – 『TAILORED SONG』1983年
- 児島未知瑠 – 『MICHILLE』1986年
- 小林麻美 – 『CRYPTOGRAPH 〜愛の暗号』1984年
- 近藤真彦 – 『FOR YOU 抱擁』1987年

さ行
- 西城秀樹 – 『ファーストフライト』1978年、「YOUNG MAN (Y.M.C.A.)」1979年
- 坂本冬美 – 『Love Songs 〜また君に恋してる〜』2009年
- 佐野元春 – 『Heart Beat』1981年
- 沢田聖子 – 「冷たい言葉で傷つけて」1986年
- 椎名恵 – 『Dolce』1989年
- 志穂美悦子 – 『THREE DIMENSION』1983年
- SHŌGUN – 「男達のメロディー」『ROTATION』1979年、『YOU'RE THE ONE』1980年
- 仙道敦子 – 『15歳』1984年

た行
- たかしまあきひこ＆エレクトリック・シェーバーズ - 『「ヒゲ」のテーマ』1980年
- 高樹澪 – 『ナーダ』1982年
- 田中好子 – 『好子』1984年
- チェリッシュ – 『Daydream』1986年
- 所ジョージ – 『PILE DRIVER』1983年
- 友井久美子 – 『Kumiko Tomoi』1980年

な行
- ナイアガラ・トライアングル – 『NIAGARA TRIANGLE Vol.2』1982年
- 中島みゆき – 『みんな去ってしまった』1976年
- 中原めいこ – 『mint』「スコーピオン」1983年
- 中原理恵 – 「ティファナ・プラス」1979年
- 中村雅俊 –『Restoration』1982年
- 中森明菜 – 『D404ME』1985年

は行
- 濱田金吾 – 『MUGSHOT』1983年
- 林哲司 – 『サマー・ワイン』1980年
- ビートたけし – 『おれに歌わせろ』1982年
- 弘田三枝子 – 『TOUCH OF BREEZE』1983年
- MARK – 『MARK BRIGHT』1977年
- 堀ちえみ – 『風のささやき』1983年、『Lonely Universe』1985年

ま行
- 前川清 – 『Kiyoshi』1982年
- 真璃子 – 『♡ to ♡』1987年
- 松田聖子 – 「North Wind」1980年、『Silhouette』『風立ちぬ』1981年
- 松原正樹 – 『painted woman』1983年、『SOMEDAY』1988年
- 松原みき – 『POCKET PARK』1980年
- 松村雄基 – 「Only You」『Turn Loose』『STRAY AGE』1985年
- 松山千春 – 『時代をこえて』1981年、『STAGE』1982年、『起承転結 III』1984年
- 水越恵子 – 『LOVE TIME』1980年、『Jiggle』1981年
- 三好鉄生 – 『HUMAN VOICE』1984年
- 村岡建とヒズ・ニュー・グループ – 『SOFT LANDING』1978年
- 村下孝蔵 – 『花ざかり』1984年、『陽だまり』1987年
- 村松邦男 – 『ROMAN』『ANIMALS』1985年
- 森口博子 – 『Prime Privacy』1989年

や行
- 薬師丸ひろ子 – 『Heart's Delivery』1990年
- 山口美央子 – 『NIRVANA』1981年
- 山口百恵 – 『A Face in a Vision』1979年、「ロックンロール・ウィドウ」1980年
- 山本達彦 – 『POKER FACE』1981年
- 芳本美代子 – 『Paradise Park』1985年

ら行
わ行
- 渡辺徹 – 『TALKING』1983年
- 渡辺満里奈 – 『MARINA』1987年、『Ring-a-Bell』1996年

### サウンドトラック
- 『野性の証明 オリジナル・サウンドトラック』1978年
- 『微熱少年 MOVIE SONGS』（松本隆プロデュース）1987年
- 『獅子王たちの夏 オリジナル・サウンドトラック』1991年